# Franciszek Jan Smolka
Franciszek Jan Smolka (5. listopadu 1810 Kaluš – 4. prosince 1899 Lvov) byl rakousko-uherský, respektive předlitavský (rakouský) politik polského původu z Haliče, dlouholetý poslanec Říšské rady a od počátku 80. let 19. století i její předseda.

## Biografie
Pocházel z rodiny polského úředníka z Pruska a uherské matky. Navštěvoval gymnázium a pak absolvoval Lvovskou univerzitu. Nastoupil jako praktikant do prokuratury. Státní službu ale opustil roku 1834 a poté, co roku 1836 získal titul doktora práv, věnoval se advokacii a politickým aktivitám. Angažoval se v tajném polském spolku (takzvaní mladopoláci), načež byl roku 1841 zatčen a roku 1845 odsouzen k smrti. Následně mu ale byl trest prominut.
Výrazně se angažoval během revolučního roku 1848. Byl místopředsedou Polské národní rady, za kterou se účastnil slovanského sjezdu v Praze v červnu 1848.

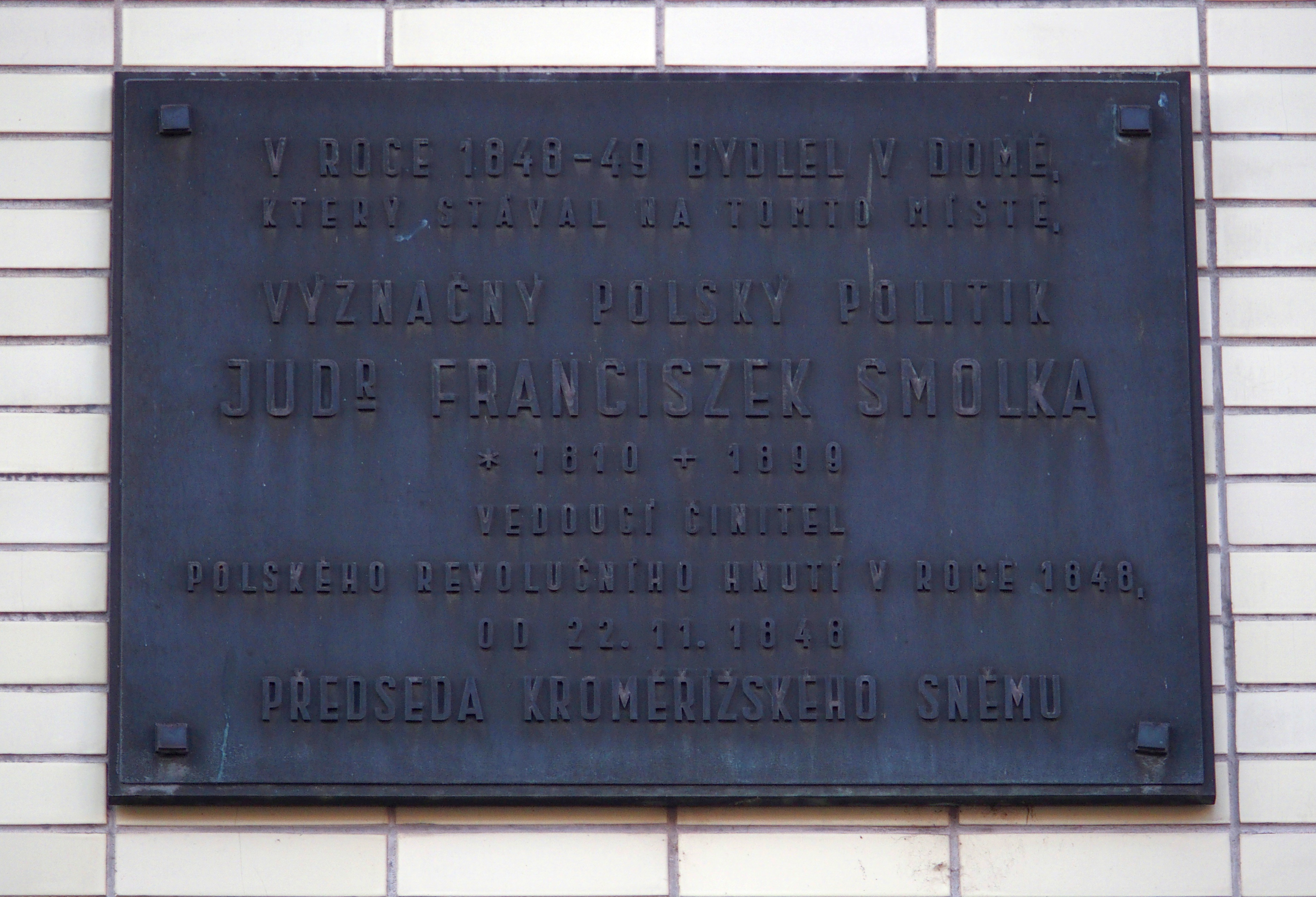
Pamětní deska na domě v Kroměříži, kde Smolka bydlel v době konání Kroměřížského sněmu.

Ve volbách roku 1848 byl zvolen na rakouský ústavodárný Říšský sněm, zasedající ve Vídni a později v Kroměříži. Na domě ve Vodní ulici 61/21, kde v době konání kroměřížského sněmu v letech 1848-1849 bydlel, je umístěna pamětní deska. Zastupoval volební obvod Lubaczów v Haliči. Uvádí se jako advokát. Patřil ke sněmovní levici. V parlamentu působil v ústavním výboru a podílel se na debatách okolo nového státoprávního uspořádání Rakouského císařství. V srpnu 1848 byl zvolen do pětičlenného ústavního podvýboru parlamentu. Byl místopředsedou a od 12. října 1848 i předsedou sněmu. V té době se ovšem vrcholní představitelé parlamentu volili opakovaně každý měsíc. Smolka tak uspěl coby předseda v opakované volbě v listopadu 1848, ale v prosinci 1848 do čela sněmu usedl Antonín Strobach. V březnu 1849 se jako předseda parlamentu uvádí opět Smolka. V březnu 1849 byl ovšem sněm v Kroměříži vojensky obsazen, Smolkovi předal příslušné rozkazy krajský hejtman hrabě Mercandin. Když Smolka odmítl úřední výnos převzít a oznámil svolání schůze parlamentu, došlo k vojenskému obsazení budovy. Konzervativní síly ukončily rakouský experiment s parlamentarismem.
Po porážce revoluce za éry neoabsolutismu Alexandera Bacha se dočasně stáhl z veřejného života a věnoval se advokacii ve východní Haliči. S obnovením ústavního pořádku v Rakousku se již v roce 1861 do politiky vrátil. Od roku 1861 zasedal jako poslanec Haličského zemského sněmu. Až do roku 1879 také zasedal v obecní samosprávě ve Lvově. Profiloval se jako konzervativní politik, v roce 1863 zaujal chladný postoj k protiruskému polskému povstání, což mu v radikálně demokratických polských kruzích vyneslo kritiku a výhrůžky. Kvůli tomu i kvůli finančním obtížím se tehdy dokonce pokusil o sebevraždu. Koncem 60. let se znovu vrátil do vrcholové politiky. Byl zastáncem federalistické koncepce Rakouska a nyní se profiloval na politické levici. V 70. letech poté, co Halič získala v rámci Předlitavska omezenou autonomii, působil jako umírněný prorakouský státník, jehož podpora byla klíčová pro utvoření a dlouhodobou existenci konzervativní vlády Eduarda Taaffeho. Společně s českými federalisty a německými konzervativci vytvářel Polský klub takzvaný železný kruh pravice.
Od roku 1861 byl také poslancem Říšské rady (celostátní parlament, volený tehdy ještě nepřímo jednotlivými zemskými sněmy). 11. května 1861 složil poslanecký slib. Zastupoval městskou kurii, obvod Lvov. Hned po zvolení 29. května 1861 vystoupil s interpelací na vládu. Dotazoval se, zda kabinet považuje Říšskou radu za užší, nebo celostátní zákonodárné shromáždění (tedy včetně nebo bez Uherska), čímž chtěl docílit jasného vymezení ústavního a státoprávního řádu, ve kterém obnovený parlamentarismus působí. Když pak vláda prohlásila, že Říšskou radu považuje za užší parlament, podílel se Smolka na státoprávním ohrazení, které přednesl jménem polských poslanců (podobně jako krátce poté učinil za českou reprezentaci František Ladislav Rieger).
V Říšské radě setrval do konce funkčního období sněmovny, tedy do roku 1865. Podle jiného zdroje z Říšské rady odešel již roku 1863 a měl sem být zvolen znovu v roce 1867. Zvolen sem byl opět za město Lvov i ve volebním období 1870–1871 a 1871–1873. V souvislosti s polskou opozicí k ústavním poměrům v Předlitavsku ovšem (podobně jako česká politická reprezentace) praktikoval politiku takzvané pasivní rezistence. Složil sice 29. prosince 1871 poslanecký slib, ale jeho mandát byl 21. dubna 1873 prohlášen pro dlouhodobou absenci za zaniklý. Opětovně se do Říšské rady dostal v prvních přímých volbách roku 1873, opětovně coby zástupce městské kurie za město Lvov. Jeho rezignace na mandát byla oznámena dopisem 18. října 1877. Do vídeňského parlamentu se vrátil za týž volební okrsek ve volbách roku 1879.
Roku 1879 se stal prvním místopředsedou Poslanské sněmovny Říšské rady, když se ziskem 180 hlasů porazil protikandidáta Franze Kliera z Čech. Poté, co předseda sněmovny Franz Coronini-Cronberg dopisem z 11. března 1881 složil mandát poslance, došlo k nové volbě předsedy. Stal se jím se 184 hlasy právě Franciszek Jan Smolka. Protikandidát Karl Rechbauer ze Štýrska získal 146 hlasů, 9 lístků bylo prázdných. Poslanecký i předsednický post následně obhájil ve volbách roku 1885 a volbách roku 1891. Rezignaci na poslanecký mandát i na post předsedy sněmovny oznámil 17. března 1893. Jeho poslanecké křeslo pak zaujal Leonard Piętak.
V roce 1893 byl jmenován doživotním členem Panské sněmovny (jmenovaná horní komora Říšské rady). Mandát ale nepřevzal.